# الای کاردا
آلای کاردا (انگلیسی: Ally Carda؛ زادهٔ ۱۵ ژانویهٔ ۱۹۹۳) بازیکن سافت‌بال اهل ایالات متحده آمریکا است.
وی در مسابقات کشوری و بین‌المللی در مجموع برندهٔ ۱ مدال نقره شده‌است.